# Ющенко, Пётр Андреевич
Пётр Андре́евич Ю́щенко (укр. Петро Андрійович Ющенко; род. 15 сентября 1946, Хоружевка, Сумская область) — политик и народный депутат Украины IV—VI созывов. Старший брат 3-го президента Украины Виктора Ющенко.

## Образование
В 1970 году окончил Харьковский институт инженеров коммунального хозяйства по специальности инженер-электрик.

## Карьера
- 1965—1968 гг. — электрик Харьковского подшипникового завода № 8.
- После окончания вуза и службы армии, в 1972—1976 гг., — конструктор Харьковского СКБ, главный инженер Чугуевского промкомбината.
- 1978—1979 гг. — директор Харьковской фабрики культурно-бытовых изделий.
- 1979—1988 гг. — заместитель начальника Харьковского областного управления местной промышленности.
- 1988—1989 гг. — заместитель генерального директора харьковского ПО «Аврора».
- 1989—1994 гг. — генеральный директор СП "Кінг мануфактури «Жовтень» (Харьков).
- 1994—2001 гг. — генеральный директор харьковского ООО «Фирма „Слобода“».
- 2001—2002 гг. — заместитель директора киевского ООО «Фирма „Сула“», президент ООО «Слобода» (Харьков).

## Политическая деятельность
Народный депутат Украины IV—VI созывов. На выборах 2002 и 2006 гг. прошел в Верховную раду по списку блока «Наша Украина». Член партии «Народный Союз „Наша Украина“», входил в президиум политсовета НСНУ.
В ноябре 2007 года по итогам досрочных парламентских выборов Пётр Ющенко получил мандат народного депутата VI созыва по списку блока Наша Украина - Народная самооборона (НУНС). Все три созыва работал в Комитете по вопросам культуры и духовности.

## Взгляды
Называющий себя «историком» Ющенко считает, что в мире существует «единая цивилизация, состоящая из 70 народностей». Утверждает, что древнегреческие философы разговаривали на украинском языке. Не предоставляя никаких доказательств, Ющенко заявляет, что Диоген предлагал сделать украинский государственным языком в Греции.
В 2019 году защитил докторскую диссертацию в Национальном педагогическом университете имени Драгоманова на тему «Києворуська спадщина в історичній пам’яті українського суспільства (XII — початок XXI ст.).», однако в феврале 2020 года Аттестационная коллегия Министерства образования и науки приняла решение лишить его научной степени доктора наук «за академический плагиат, низкий уровень диссертационных исследований и несоответствие паспорта научной специальности».

## Награды
- Знак отличия президента Украины — Крест Ивана Мазепы (23 февраля 2010 года)[4].